# Epicopeia
Epicopeia — род бабочек из семейства эпикопеиды. Представители рода известны своей способностью к мимикрии, выражающейся в сходстве со своими моделями — парусниками из рода Atrophaneura. 

## Описание
Довольно крупные бабочки с тонким, слабо опушенным телом и широкими крыльями. Размах крыльев до 105 мм. Передние крылья удлиненно-лопастевидные с сильно округлой вершиной. Задние крылья суженные, вырезанные по наружному краю и часто несут длинные хвостики, образованные за счет удлинения жилок M1-M5. Общий фон крыльев чёрный, тёмно-серый или серо-чёрный. Иногда обе пары крыльев имеют белую перевязь, а также ряд или двойной ряд розовых или красных пятен на задних крыльях вдоль наружного края. Усики самцов двоякогребенчатые, самые — простые, жгутиковидные.

## Виды
- Epicopeia battaka Dohrn, 1895
- Epicopeia hainesii Holland, 1889
- Epicopeia mencia Moore, [1875]
- Epicopeia polydora Westwood, 1841

## Ареал
Основной ареал охватывает Юго-Восточную Азию, включая юг Дальнего Востока России, Северо-Восточный, Северный и Восточный Китай, Корею, Тайвань, Вьетнам, Индию, Японию.
Бабочки встречаются в лиановых широколиственных лесах, в долинных и пойменных перелесках с произрастанием кормовых растений.

## Биология
В год развивается одно поколение. Сроки отрождения бабочек сильно сжаты и период лёта очень непродолжителен. Вероятно, продолжительность жизни имаго составляет всего несколько суток. В пользу такого предположения свидетельствует заметная редукция ротового аппарата бабочек, очевидно, неспособных питаться. Самцы летают преимущественно вокруг близлежащих деревьев на значительной высоте до 20 метров, проявляя наибольшую активность во второй половине дня. Изредка самцы пикируют вниз под углом к земле, а затем взмывают вверх. Самки летают редко, обычно они спокойно сидят на вершинах кустов или деревьев. В дождливую и прохладную погоду бабочки вообще не летают. Самцы активно разыскивают неоплодотворённых самок и спариваются с ними иногда еще до того, как у самки полностью расправятся крылья и она сумеет отправиться в первый полёт. Гусеницы живут колониями, во время кормления и отдыха располагаясь исключительно на нижней стороне листьев и держатся плотными группами. В старших возрастах происходит рассредоточение отдельных особей гусениц. В первое время гусеницы обычно более активны ночью. Будучи потревоженными, гусеницы резко изгибают в сторону переднею часть тела. Гусеницы окукливаются в лесной подстилке в лёгком шелковистом коконе белого цвета